# جون استوری
جون استوری (انگلیسی: June Storey؛ ۲۰ آوریل ۱۹۱۸ – ۱۸ دسامبر ۱۹۹۱) یک هنرپیشه اهل ایالات متحده آمریکا بود. وی بین سال‌های ۱۹۳۴ تا ۱۹۴۹ میلادی فعالیت می‌کرد.

## فیلم‌شناسی
از فیلم‌ها یا برنامه‌های تلویزیونی که وی در آن نقش داشته است می‌توان به در شیکاگوی قدیم (۱۹۳۷)، گودال مار (۱۹۴۸) اشاره کرد.